# Brodi
Brodi (nemško Loibltal) je razpotegnjena vasica v dolini potoka Ljubeljska Borovnica na Koroškem v Avstriji.
Brodi ležijo med Ljubeljem in Sapotnico (Mali Ljubelj 795 mnm). V vasi stoji znamenita starodavna prej slovenska gostilna Dajčpeter (danes nemška gostilna Deutscher Peter).
Po tej dolini in naprej, je že pred mnogimi stoletji, v rimski dobi vodil čez Ljubelj kolovoz. V bližini, tam kjer se prične cesta vzpenjati proti Sapotnici se vzhodno od ceste prične globoka Čepa (Tscheppaschlucht). Na Sapotnici se od glavne ceste Ljubelj - Celovec odcepi cesta proti naselju Slovenji Plajberk.

## Prebivalstvo
| Št. preb. 2001 | Delež Slovencev 2001 | Delež Slovencev 1991 | Delež Slovencev 1971 | Delež Slovencev 1961 | Delež Slovencev 1951 |
| -------------- | -------------------- | -------------------- | -------------------- | -------------------- | -------------------- |
| 51 %           | nad 50 %             | 51,4 %               | 76,5 %               | 77 %                 | 68,2 %               |